# جون إتش وليامز
جون إتش وليامز (بالإنجليزية: John H. Williams)‏ هو منتج أفلام ومخرج أمريكي، ولد في 17 يونيو 1953 في الولايات المتحدة.

## وصلات خارجية
- جون إتش وليامز على موقع IMDb (الإنجليزية)
- جون إتش وليامز على موقع ألو سيني (الفرنسية)
- جون إتش وليامز على موقع أول موفي (الإنجليزية)
- جون إتش وليامز على موقع قاعدة بيانات الأفلام السويدية (السويدية)
- جون إتش وليامز على موقع قاعدة بيانات الفيلم (الإنجليزية)
- جون إتش وليامز على موقع كينوبويسك (الروسية)